# Myriophyllum bonii
Myriophyllum bonii är en slingeväxtart som beskrevs av Tardieu. Myriophyllum bonii ingår i släktet slingor, och familjen slingeväxter. Inga underarter finns listade i Catalogue of Life.